# 細川玖琅
細川 玖琅（ほそかわ くろう、1882年〈明治15年〉11月25日 - 没年不明）は、日本の実業家、政治家。朝鮮企業社長。富士見銀行頭取。若宮八幡宮司。長野県諏訪郡富士見村長。族籍は長野県士族。

## 人物
長野県士族・細川直行の長男。1901年、東京高等師範学校附属中学校を卒業。1908年、第二高等学校第二部農科を卒業。1911年、家督を相続し、同年東京帝国大学農科大学獣医学科を卒業する。
銀行会社の重役で、推されて長野県会議員である。長野県参事会員に挙げられる。神職、富士見村長、富士見村農会長である。住所は長野県諏訪郡富士見村字若宮（現・富士見町）。

## 家族・親族
細川家
- 父・直行[1]（1859年 - 1911年、長野士族、富士見倉庫社長、富士見銀行頭取、長野県会議員、富士見村長）
- 母・るい（1860年 - ?、長野、小川忠作の姉）[3]
- 妹・かつへ（1886年 - ?、夫は細川鳥角の二男鋭）[3]
- 妻・たつ（1894年 - ?、長野、小川金治の二女）[3][11]
- 息子、娘[3]

親戚
- 妻の父・小川金治（富士見銀行専務、朝鮮企業取締役）[11]
- 妻の叔父・小川平吉（弁護士、衆議院議員）
- 叔父・細川鳥角（富士見村長）